# 新一佳
新一佳是深圳市的一个超市品牌，公司全称是新一佳超市有限公司，始创于1995年，2016年一度因经营危机宣告破产并关闭全部门店。2021年由华彬集团接管重组，并于2023年4月在深圳罗湖区再度复业。

## 历史

### 初创及发展
新一佳超级市场由原万佳百货的投资人之一李彬兰携原先的部分万佳班底，在广东核电集团等的资金支持下，于1995年在深圳宝安区成立并开设第一家分店。
其提出的口號為「走进社区，服务街坊」。
2000年后，新一佳开启了“立足深圳，巩固广东，辐射全国”的扩张战略。先在长沙市一口气设立十家门店。
在深圳不少片区，新一佳在万佳，沃尔玛，人人乐之后把连锁超市这一业态大规模推广，也是这些片区最早的地标，以至于不少公交车站一度以新一佳门店命名。
2003年，新一佳在中国内地有50家门店，销售额50亿人民币，在中国商业连锁公司排行12名。
2004年曾被中国商务部定為重點培育的20強商業企業。
到了2012年其门店规模的最高峰时期，在北至辽宁，南至海南的15个省份设立连锁店116家，营业规模达180亿人民币，但门店集中于广东和湖南两省。当年，新一佳创始人李彬兰借此跻身于2011年《胡润女富豪排行榜》第37位。

### 衰落及第一次破产
然而，盲目扩张造成的资金短缺，统一供应链的缺位，粗放式发展和管理，李彬兰任人为亲，叠加网络购物在中国的迅速发展，使得新一佳流失大量高管并错过转型机会。销售规模自2009年首次出现下滑后就停滞不前，先后关闭了鞍山，东莞，淄博，西安，江门，益阳，徐州，荆门的全部门店。到了2016年更是大面积出现资金链断裂的情况。拖欠员工薪金，供货商货款等大量费用。在广东，湖南两省造成大规模社会事件。
2016年3月前后，新一佳门店被供货商们全面断货。9月，新一佳长沙门店被拖欠货款的供货商集体向长沙市人民政府游行信访。
2016年12月初，新一佳向剩余所有门店的员工发布裁员公告。自此危机彻底爆发。
危机爆发后，曾有投资方接管部分门店，改称悦购汇，但最后都关门歇业。
李彬兰在危机爆发后很快便下落不明，2017年6月，湖南邵阳县法院发出悬赏公告，对提供李彬兰下落的奖励10000元。
2017年6月28日长沙市中级人民法院受理了湖南新一佳公司有关破产清算的案件，据湖南省新一佳商业投资有限公司的资产负债表载明，截至3月27日，湖南省新一佳商业投资有限公司有资产12．8亿元，负债10．8亿元。

### 华彬接手重组及复业

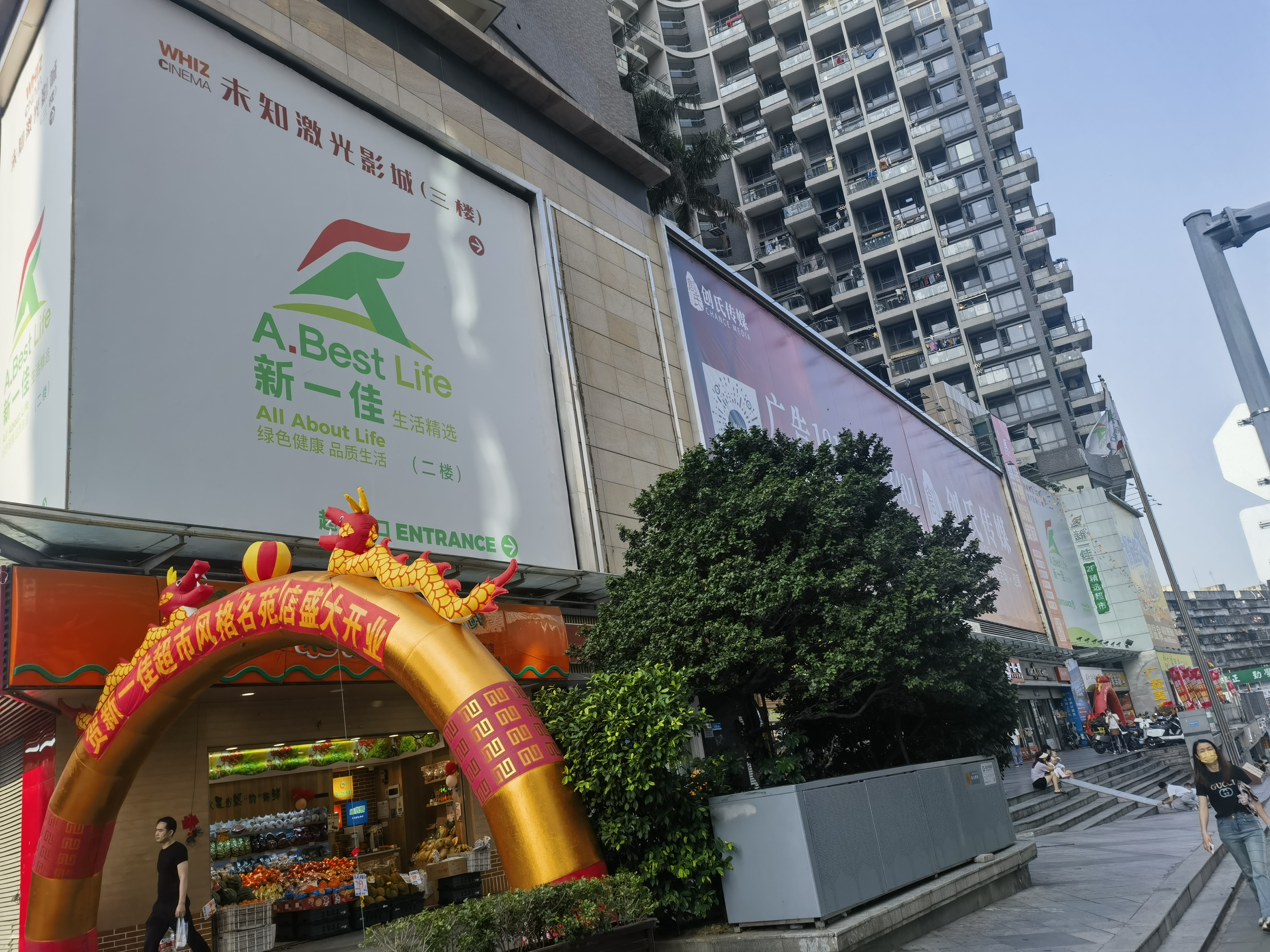
新一佳超市风格名苑店

经过政企多方的努力，2021年华彬集团接管新一佳在深圳的业务。华彬接管后，用30亿元资金解决新一佳之前欠下的各类债务，并于2022年8月19日经深圳市中院裁定重组成功。
2023年4月14日，在罗湖区风格名苑2楼，原新一佳红宝店店址，新的新一佳生活精选超市正式开业，这也象征着新一佳品牌的复业。